# Achrophyllum
Achrophyllum là một chi rêu trong họ Hookeriaceae.